# CFRE-DT
CFRE-DT est une station de télévision saskatchewanaise de langue anglaise basée à Regina appartenant à Corus Entertainment et faisant partie du réseau Global.

## Histoire
En septembre 1985, SaskWest Television obtient deux licences pour de nouvelles stations à Regina et Saskatoon. Harvard Developments Limited et Allarcom Limited proposaient de relayer le signal de CITV Edmonton à Saskatoon en ajoutant des émissions locales et en substituant les publicités, et distribuer le signal dans la province par câble. Harvard et Allarcom interjetaient appel de la décision auprès de la Cour d’appel fédérale, le cabinet fédéral a retourné la décision au CRTC pour fins de nouvel examen. Le CRTC ré-approuve la demande le 17 avril 1986.
La station a été lancée le 6 septembre 1987, en même temps que CFSK Saskatoon, propriétés de Canwest sous la bannière STV (pour "Saskatchewan Television"). Elle a rejoint le réseau Global quelques années plus tard.
Depuis le 1er avril 2016, Shaw Media appartient désormais à Corus Entertainment.

## Télévision numérique terrestre et télévision numérique
| Chaîne | Format | Aspect | Programmation                             |
| ------ | ------ | ------ | ----------------------------------------- |
| 11.1   | 1080i  | 16:9   | Programmation principale CFRE / Global HD |

Le 10 août 2011, la station a cessé la diffusion analogique terrestre et passé au mode numérique.

## Logos

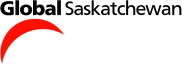
Ancien logo de Global Saskatchewan
Logo actuel de Global Saskatchewan